# Перуанські протести (2022)
Перуанські протести 2022 року — це серія демонстрацій, що відбуваються по всьому Перу, щоб засудити інфляцію та протестувати проти уряду президента Педро Кастільо. Протести відбулися на тлі зростання інфляції та цін на газ внаслідок міжнародних санкцій проти Росії після російського вторгнення в Україну в 2022 році, розпочавшись через кілька днів після того, як спроба імпічменту президента Кастільо провалилася. Деякі з найбільших протестів були організовані Джевані Рафаелем Дієсом Віллегасом, впливовим лідером Союзу мультимодальних транспортних гільдій Перу (UGTRANM), який раніше співпрацював наприкінці 2021 року з керівниками бізнесу та правими політиками, щоб дестабілізувати уряд Кастільо і чиї влада визнається конкурентною власному міністерству транспорту та зв'язку уряду. Дієс Вільєгас вимагав скасування обмежень на пасажирські перевезення в автобусах, помилування транспортних працівників, яких звинувачували у злочинах, а також переговорів про прощення боргу транспортних бізнесменів перед урядом. Пізніше він організував загальний страйк, спрямований на паралізацію транспорту в Перу, починаючи з 4 квітня 2022 року, що призвело до дефіциту продукції, зупинки транспортування, заворушень і насильства.
Уряд Кастільо відповів на початкові протести скасуванням податку на пальне, який знизить витрати на 30 %, хоча паливні компанії відмовилися знижувати ціни, і протести тривали. Після масових заворушень 4 квітня 2022 року після того, як UGTRANM закликав до загального страйку, президент Кастільо оголосив надзвичайний стан на один місяць, посилаючись на повідомлення розвідки про плановане насильство, і ввів комендантську годину на весь день у столиці Лімі на 5 квітня. Указ дозволяє армії Перу призупинити певні конституційні права, такі як свобода пересування та зібрань, а також надавати допомогу поліції у дотриманні внутрішнього порядку. 5 квітня по всій країні відбулися заворушення, тисячі людей вийшли на демонстрацію в Лімі та спробували штурмувати Палац законодавчих органів під час зустрічі Кастільо з Конгресом. Крім того, було пограбовано офіси Верховного суду.

## Передумови

### Пандемія COVID-19 у Перу
У результаті економічної стагнації під час пандемії COVID-19 в Перу від десяти до двадцяти відсотків перуанців опинилися за межею бідності в 2020 році, що змінило десятиліття скорочення бідності в країні і призвело до рівня бідності в 30,1 % того року. За даними Інституту економіки та розвитку бізнесу (IEDEP) Торгової палати Ліми, середній клас країни скоротився майже вдвічі з 43,6 % у 2019 році до 24 % у 2020 році через до кризи. Після глобального економічного резонансу в результаті санкцій проти Росії під керівництвом Заходу через вторгнення Росії в Україну, починаючи з лютого 2022 року, інфляція в Перу різко зросла. До квітня 2022 року рівень інфляції в Перу зріс до найвищого рівня за останні 26 років, що створило ще більші труднощі для нещодавно збіднілого населення.

### Братство Піско
Як повідомляє Convoca, лідер Союзу мультимодальних транспортних гільдій Перу (UGTRANM) Геовані Рафаель Дієс Віллегас зустрівся з президентом Кастільо в серпні 2021 року від імені National Society of Industries (SNI), організація роботодавців виробництва. Завдяки владі, яку Дієс Вільєгас має в Перу, El Comercio описав його як «паралельного міністра» Міністерства транспорту та зв'язку (MTC), а газета писала, що «[він] має повноваження приймати рішення над правилами, опублікованими MTC, і пройшов через це міністерство протягом трьох адміністрацій, наче це був його дім». У вересні 2021 року лідери SNI, UGTRANM, політичні лідери та інші керівники бізнесу почали зустрічатися як «Братство Піско» та запланували різні дії, включаючи фінансування страйків на транспорті, щоб дестабілізувати уряд Кастільо та спонукати його відсторонення. У жовтні 2021 року веб-сайт El Foco опублікував записи, які показують витік групового чату WhatsApp, коли Бруно Алеччі з Постійного транспортного комітету SNI пересилав повідомлення від лідера UGTRANM Геовані Рафаеля Дієса Віллегаса про транспортний страйк, організований 8 листопада 2021 року, та поділився ідеями щодо підтримки, при цьому в чаті згадується президент SNI і колишній віце-президент Перу під керівництвом Альберто Фухіморі Рікардо Маркес Флорес. Планувальники також обговорювали пропозиції оплатити протести та закупівлю ЗМІ, щоб підтримати їхні зусилля щодо усунення Кастільо з посади. El Foco повідомила, що вони виявили, що фухіморист на ім'я Ваня Таіс, який створив медіаоперацію «Проект Свободи», також контактував з групою після того, як вони планували фінансувати її проект. Після витоку повідомлень, подальші витоки показали, що учасники групового чату попереджали залишити групу через моніторинг ЗМІ. Пізніше SNI оприлюднила заяву про те, що особиста думка окремих осіб у їхній організації не представляла компанію в цілому.

### Позови про імпічмент
Протягом свого перебування на посаді Кастільо обрав суперечливих осіб для роботи в своєму уряді та кабінеті, причому деякі чиновники були некваліфікованими для своїх посад — переважно з партії Вільне Перу, до якої він належав — тоді як інші нібито були причетні до корупції.
Через чотири місяці після повноважень Кастільо його колишня суперниця в президенти Кейко Фухіморі оголосила 19 листопада 2021 року, що її партія просуває процедуру імпічменту, стверджуючи, що Кастільо був «морально непридатним для посади». Через деякий час виникли суперечки, коли газети повідомили, що Кастільо зустрічався з особами у своєму колишньому передвиборному штабі в Бренья без публічного запису, що є потенційним порушенням нещодавно створеного, складного набору правил прозорості. Аудіозаписи, нібито отримані в резиденції та опубліковані América Televisión, зазнали критики та були відхилені як шахрайські. Кастільо відповів на загрозу імпічменту, заявивши, що «Мене не турбує політичний шум, тому що мене вибрали люди, а не мафія чи корупціонери». Імпічмент не відбувся: 76 членів Конгресу проголосували проти розгляду справи, 46 були «за» і 4 утрималися, при цьому вимога про 52 голоси «за» не була виконана. «Вільний Перу» зрештою підтримав Кастільо в цьому процесі і охарактеризував голосування як спробу правого перевороту. Кастільо відповів на голосування, сказавши: «Брати і сестри, давайте покінчимо з політичними кризами і працюватимемо разом, щоб досягти справедливого і підтримуючого Перу».
У лютому 2022 року повідомлялося, що фухімористи та політики, близькі до Кейко Фухіморі, організували зустріч у готелі Casa Andina в Лімі за сприяння німецької ліберальної групи Фонду Фрідріха Наумана, на якій присутні, зокрема президент Конгресу Марікармен Альва, обговорювали плани щодо відсторонити президента Кастільо від посади. Президент Конгресу Марікармен Альва вже поділилася своєю готовністю зайняти пост президента Перу, якщо Кастільо буде звільнено з цієї посади, а груповий чат Ради директорів Конгресу, який вона очолює, у Telegram розкрив плани, скоординовані щодо відсторонення Кастільо. Друга спроба імпічменту, пов'язана із звинуваченнями в корупції, потрапила до розгляду в березні 2022 року, оскільки його рейтинг схвалення Кастільо впав до 24 %. 28 березня 2022 року Кастільо виступив перед Конгресом, назвавши звинувачення безпідставними та закликавши законодавців «голосувати за демократію» і «проти нестабільності», при цьому 55 проголосували за імпічмент, 54 проголосували проти і 19 утрималися, не досягнувши 87 голосів, необхідних для імпічменту. Кастільо. У той же час лідер UGTRANM Геовані Рафаель Дієс Віллегас, про якого раніше повідомлялося, що він причетний до Братства Піско, щоб усунути Кастільо з посади, оголосив про початок страйків у транспорті в Перу.

## Хронологія

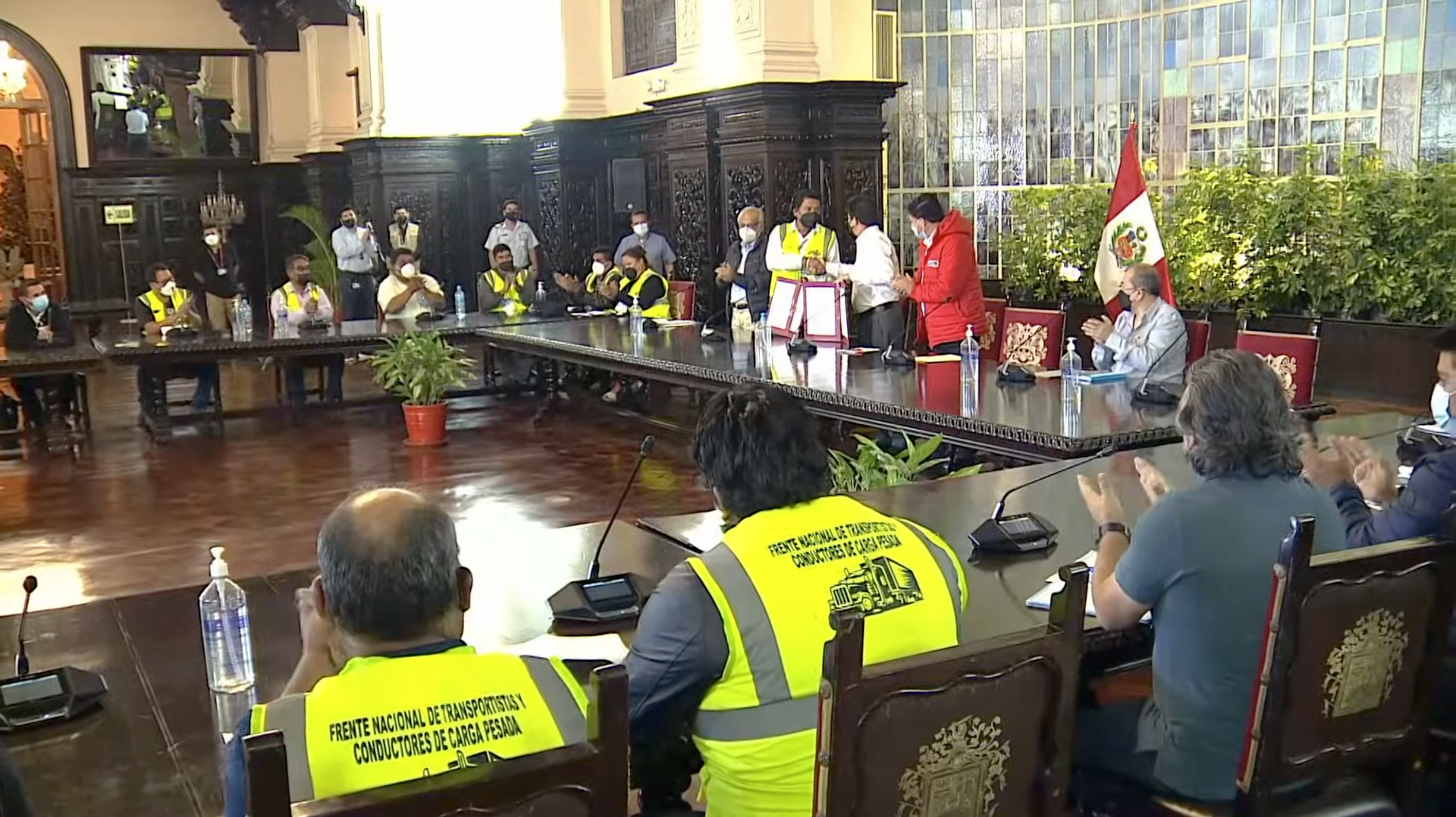
Президент Педро Кастільо після підписання угоди з Національним фронтом перевізників і водіїв великовагових вантажів 3 квітня 2022 року.

Інфляція основних товарів разом із зростанням цін на добрива та паливо в результаті західних санкцій проти Росії розлютила сільських перуанців, змінивши їх позицію підтримки Кастільо на протести проти його уряду. Оскільки Перу покладається на імпортовані нафтопродукти більше, ніж інші країни регіону, санкції та подальше підвищення цін мали більший вплив. Перші блокади почалися 28 березня 2022 року, в день невдалого імпічменту президента Кастільо. УГТРАНМ висунув вимоги, зокрема зняття обмежень на пасажирські перевезення в автобусах, помилування транспортників, які були звинувачені у злочинах, і переговори з транспортними бізнесменами, які заборгували уряду тисячі дол. Сам лідер UGTRANM Геовані Рафаель Дієс Вільєгас був заборгований Superintendencia Nacional de Administración Tributaria (SUNAT) тисячі солей. 31 березня Кастільо заявив, що протести були організовані «оплачуваними лідерами» і «злочинними», хоча пізніше він вибачився, стверджуючи, що деякі демонстрації «можливо проникли».
1 квітня 2022 року протестувальники в Хуніні почали заворушення, грабуючи магазини, банкомати та аптеки, а влада оголосила, що під час заворушень було заарештовано 10 осіб. Одночасно представники уряду Кастільо подорожували країною, щоб вести переговори з UGTRANM та представниками транспорту, хоча їм відмовили. Лідери UGTRANM вимагали від адміністрації Кастільо знизити ціни на паливо, хоча уряд уже заснував Фонд стабілізації цін на паливо, за словами економіста Хорхе Гонсалеса Іск'єрдо, щоб запобігти подорожчанню дизельного палива. Уряд скасував податок на пальне, який додав близько 30 % до цін, хоча АЗС відмовилися знижувати ціни. 2 квітня UGTRANM Дієс Вільєгас оголосив про національний загальний страйк 4 квітня.
Сильні заворушення в Уанкайо 3 квітня призвели до загибелі чотирьох людей; двоє загинули від дорожньо-транспортних пригод, один вчитель загинув після того, як йому не дозволили пройти гемодіаліз, і один неповнолітній потонув, рятуючись від вуличних сутичок. Президент Кастільо відповів на кризу, оголосивши 3 квітня про підвищення мінімальної заробітної плати в країні на 10 % і подальше зниження податків на пальне. Однак цей крок мало вплинув на транспортних працівників, які часто працюють у великій неформальній економіці Перу, яка складає майже 70 %. Кастільо також запропонував скасувати загальний податок з продажів, хоча це мав схвалити Конгрес.
Національний загальний страйк, організований Дієсом Вільєгасом, розпочався 4 квітня 2022 року, коли водії автобусів блокували дороги по всій країні, щоб перешкодити транспорту, незважаючи на домовленості, укладені з урядом Кастільо 3 квітня. Повідомлялося про зупинки транспорту в департаментах Амазонас, Іка, Ліма, Піура, Сан-Мартін та Укаялі. У Департаменті Іка повідомлялося про пограбування магазинів, коли протестувальники спалювали пункти оплати на Панамериканському шосе. У Лімі одна людина померла в машині швидкої допомоги, заблокованої протестувальниками, тоді як протестувальники в Сан-Хуан-де-Луріганчо зіткнулися з поліцією та працівниками транспорту, які не дотрималися загального страйку. Національна поліція відреагувала на закриття центральної магістралі в районі Пачакамак, застосувавши сльозогінний газ проти 250 протестувальників, які зіткнулися з поліцією. Уряд Кастільо відповів на насильство, розгорнувши збройні сили, 95 патрулів перуанської армії були розгорнуті в регіонах, які сильно постраждали. Під час оголошення пізно ввечері президент Кастільо оголосив надзвичайний стан і ввів повну комендантську годину в Лімі на весь день 5 квітня.
Деякі перуанці прокинулися здивованими 5 квітня, не знаючи, що Кастільо оголосив комендантську годину на цілий день, що спричинило транспортні конфлікти для жителів столиці. Опівдні в різних районах Ліми лунали різні cacerolazos. До вечора тисячі протестувальників зухвало сформували марші, які зібралися на площі Сан-Мартін і спробували підійти до Палацу законодавчих органів, де президент Кастільо зустрічався з Конгресом. Конгресмен Норма Ярроу з ультраправої партії «Народне оновлення» зажадала, щоб офіцери дозволили протестувальникам збиратися біля Палацу законодавчих органів. Пізніше протестувальники увірвалися в офіси Верховного суду Перу і пограбували предмети, включаючи комп'ютери, техніку та канцелярські товари, а Національна поліція розігнала натовп сльозогінним газом після того, як вони спробували підпалити об'єкт. В Амбо внаслідок інтенсивних зіткнень між протестувальниками та поліцією одна людина загинула через поранення голови.
Інтенсивні протести тривали 6 квітня, зіткнення відбувалися по всьому департаменту Іка та повідомлялося про одного загиблого та одинадцяти поранених під час протестів на Панамериканському шосе поблизу району Салас вранці. Ще двоє були вбиті в районі Сан-Хуан-Баутіста. Під час запеклих заворушень в Іці протестувальники напали на журналістів і поліцію, а двох поліцейських викрали. Лідер UGTRANM Дієс Віллегас заявив, що протягом двох попередніх днів протестів «жоден громадський транспорт, туристичні, таксі і навіть мотоциклетні таксі не нададуть перуанцям послуги з трансферу» і що 140 000 транспортних працівників брали участь у страйку, щоб паралізувати Ліму. Дієс Вільєгас сказав, що такі заходи були вжиті проти Кастільо після того, як президент висловив звинувачення в тому, що організатори протестів мали погані наміри. У Лімі прихильники Кастільо зібралися на площі Сан-Мартін, щоб протестувати проти Конгресу.
Президент Кастільо вирушив до Уанкайо 7 квітня, щоб відвідати децентралізовану Раду міністрів у Колізею Ванка, де 3000 поліцейських були залучені для охорони цього району. На зустрічі Кастільо заявив: «У Перу свобода протестів і демонстрацій має бути фактом, а лідера ніколи не можна переслідувати». Присутні представники сільськогосподарських і транспортних груп обговорили проблеми з Кастільо, а також визнали перешкоди, зроблені Конгресом президенту, при цьому один лідер і колишній мер району Аколла, Хайме Естебан Акіно, заявив: «Якщо вони не зрозуміють, люди зроблять це». також боротися проти цих конгресменів. . . . Виконавча влада вже почула наші вимоги. . . Якщо президент і міністри підуть у відставку, всі підуть" Прем'єр-міністр Анібал Торрес на зустрічі поділився неточним твердженням про покращення інфраструктури, яке може відчути Перу, сказавши, що Німеччина була схожа на Перу, поки Адольф Гітлер не покращив свою продуктивність завдяки будівництву автобану, а Торрес поділився тим, що повідомляє Radio Programas del Perú як залишки нацистської пропаганди. Під час заходу біля Колізею Ванка відбулися протести на підтримку та проти Кастільо. У Лімі члени CGTP і SUTEP пройшли маршем до Законодавчого палацу на підтримку Кастільо, щоб вимагати від Конгресу припинити перешкоджання, організувати Установчі збори для розробки нової конституції Перу, і якщо такі зміни не будуть внесені, цей Конгрес буде розпущено.

## Реакції

### Вітчизняна
За словами генерального директора Національної транспортної ради (CNT) Мартіна Охеди, дії транспортників, які перекривали дороги, були незаконними та схожими на вимагання, при цьому Охеда заявив: «Що уряд має застосувати до прокуратури та міністерства внутрішніх справ, це стаття 200 КК». Охеда пояснив, що транспортні групи дійсно мали право на страйк, не керуючи автомобілем, але блокування маршрутів по всій країні є кримінальним актом.
Опозиційні політики та правозахисні групи розкритикували комендантську годину, введену урядом Кастільо 5 квітня. Вероніка Мендоса, лідер лівої партії «Разом для Перу», розкритикувала комендантську годину, заявляючи, що «Уряд не тільки зрадив обіцянки змін, заради яких його обрав народ, але й тепер повторює правий метод „вирішення конфлікту“; ігнорування тих, хто мобілізується, виражаючи своє законне незручність економічною та політичною ситуацією, репресії, криміналізації та обмеження прав». Президент, який зазнав імпічменту, Мартін Візкарра, закликав Кастільо піти у відставку. Уряд Кастільо заявив, що комендантська година була виправданою через повідомлення розвідки про плановане насильство.
З іншого боку, Володимир Серрон, союзник уряду в жорсткій фракції Perú Libre, відповів Мендосі: «Ви зрадили [їх], коли приєдналися до уряду Perú Libre, зі своїми особистими та груповими амбіціями, коли взяли на себе Кабмін, не допускаючи реалізації програми партії, промивання мізків президенту, виконання його ролі правого агента». Колишній президент Мануель Меріно, який недовго обіймав пост президента після звільнення Віскарри, допитав таких політиків, як Франсіско Сагасті, Мірта Васкес, Хуліо Гусман, Альберто де Белаунде, Джіно Коста, Вероніка Мендоза та Сігрід Базан, які мовчали перед обличчям померлого. зі смертю Браяна Пінтадо та Інті Сотело під час їх короткої адміністрації 2020 року.

### Міжнародна
Співтовариство держав Латинської Америки та Карибського басейну (CELAC) оприлюднило заяву, в якій висловило «занепокоєння і жаль» з приводу протестів і смертей, а також закликало поважати «демократичний порядок».
Міжамериканська комісія з прав людини (CIDH) засудила «обмеження основних прав і подій насильства» в Перу. У заяві також стверджується, що надзвичайний стан, введений урядом, є «неадекватним і небезпечним», і повторюється, що соціальні протести «є основним правом для існування та консолідації демократичних суспільств».